# Owen Wijndal
Owen Wijndal (Zaandam, 28 november 1999) is een Nederlands voetballer die als verdediger speelt. In de zomer van 2022 verliet hij AZ voor Ajax. Hij maakte in 2020 zijn debuut als international van het Nederlands voetbalelftal.

## Clubcarrière

### AZ
Wijndal doorliep de jeugdopleiding van AZ en mocht op 4 februari 2017 debuteren voor de hoofdmacht van de Alkmaarders. In de Eredivisie tegen PSV startte hij als linksback. Hij was toen met 17 jaar en 68 dagen de jongste debutant ooit in de hoofdmacht van de club uit Alkmaar. Wijndal kwam in zijn debuutseizoen vooral uit voor Jong AZ, waarmee hij in seizoen 2016/17 kampioen werd van de Tweede divisie.
In de seizoenen 2017/18 en 2018/19 speelde Wijndal het meest voor Jong AZ, maar kwam hij ook regelmatig in actie in de hoofdmacht in de Eredivisie. In seizoen 2019/20 volgde zijn doorbraak in het eerste team. Op 19 september maakt hij tegen Partizan Belgrado zijn debuut in de Europa League. Op 7 maart 2020 maakte hij zijn eerste doelpunt in het profvoetbal, de 2-0 voor AZ tegen ADO Den Haag. De wedstrijd eindigde in 4-0.
In het seizoen 2021/22 werd hij de nieuwe aanvoerder van AZ, na het vertrek van Teun Koopmeiners naar Atalanta Bergamo.

### Ajax
Op 12 juli 2022 presenteerde Ajax Wijndal, waarvoor zij circa tien miljoen euro betaalden aan AZ. Hij tekende een vijfjarig contract. Bij Ajax moest hij om de linksbackpositie concurreren met Daley Blind en Calvin Bassey. Op 30 juli 2022 maakte hij namens AFC Ajax zijn debuut in de verloren wedstrijd om de Johan Cruijff schaal tegen PSV. Op 26 oktober maakte hij in de verloren thuiswedstrijd tegen Liverpool als wisselspeler zijn debuut in de Champions League. Zijn eerste maanden bij Ajax verliepen stroef. Ook na het vertrek van concurrent Daley Blind in januari was hij niet verzekerd van een basisplaats. Na het aantreden van interim-coach Johnny Heitinga eind januari stond hij meestal wel in de basisopstelling. Op 2 april gaf Heitinga echter aan dat Wijndal hem nog niet voldoende had kunnen overtuigen. Hierop werd Wijndal enkele malen vervangen door Youri Baas en Jorrel Hato.
Aan het begin van seizoen 2023/24 kocht Ajax de linksbacks Borna Sosa en Gastón Ávila, waarna Wijndal voor een seizoen werd verhuurd aan Royal Antwerp. Bij deze club kreeg hij veel speeltijd, en kwam hij ook uit in de UEFA Champions League.
Aan het begin van seizoen 2024/25 keerde hij terug naar Ajax, maar vanaf 29 juli maakte hij tijdelijk geen onderdeel meer uit van de A-selectie. Nadat het niet tot een verkoop was gekomen, keerde hij in september terug in de A-selectie. Hij kreeg een rol als reserve achter Jorrel Hato.

## Carrièrestatistieken
Beloften
| Seizoen | Club    | Competitie     | Competitie | Competitie |
| Seizoen | Club    | Competitie     | Wed.       | Dlp.       |
| ------- | ------- | -------------- | ---------- | ---------- |
| 2016/17 | Jong AZ | Tweede divisie | 24         | 0          |
| 2017/18 | Jong AZ | Eerste divisie | 16         | 2          |
| 2018/19 | Jong AZ | Eerste divisie | 19         | 0          |
| Totaal  | Totaal  | Totaal         | 59         | 2          |

Senioren
| Seizoen         | Club            | Competitie      | Competitie | Competitie | Beker | Beker | Overig | Overig | Totaal | Totaal |
| Seizoen         | Club            | Competitie      | Wed.       | Dlp.       | Wed.  | Dlp.  | Wed.   | Dlp.   | Wed.   | Dlp.   |
| --------------- | --------------- | --------------- | ---------- | ---------- | ----- | ----- | ------ | ------ | ------ | ------ |
| 2016/17         | AZ              | Eredivisie      | 1          | 0          | 0     | 0     | 0      | 0      | 1      | 0      |
| 2017/18         | AZ              | Eredivisie      | 7          | 0          | 0     | 0     | 0      | 0      | 7      | 0      |
| 2018/19         | AZ              | Eredivisie      | 8          | 0          | 2     | 0     | 0      | 0      | 10     | 0      |
| 2019/20         | AZ              | Eredivisie      | 24         | 1          | 1     | 0     | 14     | 0      | 39     | 1      |
| 2020/21         | AZ              | Eredivisie      | 34         | 1          | 1     | 0     | 8      | 1      | 43     | 2      |
| 2021/22         | AZ              | Eredivisie      | 31         | 1          | 4     | 0     | 8      | 0      | 43     | 1      |
| 2022/23         | Ajax            | Eredivisie      | 20         | 0          | 5     | 0     | 3      | 0      | 28     | 0      |
| 2023/24         | Ajax            | Eredivisie      | 2          | 0          | 0     | 0     | 2      | 0      | 4      | 0      |
| 2023/24         | → Royal Antwerp | Eerste klasse A | 29         | 1          | 5     | 0     | 6      | 0      | 40     | 1      |
| 2024/25         | Ajax            | Eredivisie      | 5          | 0          | 0     | 0     | 3      | 0      | 8      | 0      |
| Carrière totaal | Carrière totaal | Carrière totaal | 161        | 4          | 18    | 0     | 44     | 1      | 223    | 5      |

Bijgewerkt op 2 februari 2025

## Interlandcarrière
Nadat hij voor vele nationale jeugdelftallen had gespeeld, werd Wijndal in september 2020 voor het eerst geselecteerd voor het Nederlands Elftal. Op 7 oktober van dat jaar maakte hij zijn debuut, in een oefenwedstrijd tegen Mexico.
Hij mocht deelnemen aan het EK 2020, dat in 2021 werd gespeeld. Het was echter niet Wijndal, maar Patrick van Aanholt die tijdens dit EK in de basis stond als linksback. In de poulefase mocht Wijndal tweemaal invallen.
Bondscoach Louis van Gaal liet Wijndal buiten de selectie voor het WK 2022.
| Interlands van Owen Wijndal voor Nederland | Interlands van Owen Wijndal voor Nederland | Interlands van Owen Wijndal voor Nederland | Interlands van Owen Wijndal voor Nederland | Interlands van Owen Wijndal voor Nederland | Interlands van Owen Wijndal voor Nederland |
| №                                          | Datum                                      | Wedstrijd                                  | Uitslag                                    | Competitie                                 | Goals                                      |
| ------------------------------------------ | ------------------------------------------ | ------------------------------------------ | ------------------------------------------ | ------------------------------------------ | ------------------------------------------ |
|                                            |                                            |                                            |                                            |                                            |                                            |
| Als speler bij AZ                          |                                            |                                            |                                            |                                            |                                            |
| 1.                                         | 7 oktober 2020                             | Nederland – Mexico                         | 0 – 1                                      | Vriendschappelijk                          |                                            |
| 2.                                         | 11 november 2020                           | Nederland – Spanje                         | 1 – 1                                      | Vriendschappelijk                          |                                            |
| 3.                                         | 15 november 2020                           | Nederland – Bosnië en Herzegovina          | 3 – 1                                      | Nations League 2020/21                     |                                            |
| 4.                                         | 18 november 2020                           | Polen – Nederland                          | 1 – 2                                      | Nations League 2020/21                     |                                            |
| 5.                                         | 24 maart 2021                              | Turkije – Nederland                        | 4 – 2                                      | Kwalificatie WK 2022                       |                                            |
| 6.                                         | 27 maart 2021                              | Nederland – Letland                        | 2 – 0                                      | Kwalificatie WK 2022                       |                                            |
| 7.                                         | 30 maart 2021                              | Gibraltar – Nederland                      | 0 – 7                                      | Kwalificatie WK 2022                       |                                            |
| 8.                                         | 2 juni 2021                                | Nederland – Schotland                      | 2 – 2                                      | Vriendschappelijk                          |                                            |
| 9.                                         | 6 juni 2021                                | Nederland – Georgië                        | 3 – 0                                      | Vriendschappelijk                          |                                            |
| 10.                                        | 13 juni 2021                               | Nederland – Oekraïne                       | 3 – 2                                      | EK 2020                                    |                                            |
| 11.                                        | 17 juni 2021                               | Nederland – Oostenrijk                     | 2 – 0                                      | EK 2020                                    |                                            |

## Erelijst
| Tweede divisie | 1x | 2016/17 |

| Eredivisie Speler van de maand onder 21 | 4x | Augustus 2019, november 2019, november 2020, december 2020 |

1 Jaroš ·
2 Rosa ·
3 Gaaei ·
4 Itakura ·
5 Wijndal ·
6 Regeer ·
7 Moro ·
8 Taylor ·
9 Brobbey ·
10 Gloukh ·
11 Godts ·
12 Heerkens ·
13 Kaplan ·
15 Baas ·
17 Edvardsen ·
18 Klaassen  ·
20 Traoré ·
21 Van den Boomen ·
22 Pasveer ·
23 Berghuis ·
25 Weghorst ·
28 Fitz-Jim ·
31 Mokio ·
36 Janse ·
37 Šutalo ·
Coach: Heitinga
· Assistent-coach: Emanuelson
· Assistent-coach: Keizer
· Assistent-coach: Peereboom
· Keeperstrainer: Heijblok
· Keeperstrainer: Kuperus
1 Stekelenburg ·
2 Veltman ·
3 De Ligt ·
4 Aké ·
5 Wijndal ·
6 De Vrij ·
7 Berghuis ·
8 Wijnaldum  ·
9 L. de Jong ·
10 Depay ·
11 Promes ·
12 Van Aanholt ·
13 Krul ·
14 Klaassen ·
15 De Roon ·
16 Gravenberch ·
17 Blind ·
18 Malen ·
19 Weghorst ·
20 Van de Beek ·
21 F. de Jong ·
22 Dumfries ·
23 Bizot ·
24 Koopmeiners ·
25 Timber ·
26 Gakpo ·
Coach: De Boer